# Karambakkudi
Karambakkudi é uma panchayat (vila) no distrito de Pudukkottai, no estado indiano de Tamil Nadu.

## Geografia
Karambakkudi está localizada a 10° 28′ N, 79° 08′ L. Tem uma altitude média de 36 metros (118 pés).

## Demografia
Segundo o censo de 2001,  Karambakkudi  tinha uma população de 12,007 habitantes. Os indivíduos do sexo masculino constituem 51% da população e os do sexo feminino 49%. Karambakkudi tem uma taxa de literacia de 72%, superior à média nacional de 59.5%: a literacia no sexo masculino é de 78% e no sexo feminino é de 66%. Em Karambakkudi, 11% da população está abaixo dos 6 anos de idade.